# Бойко Степан Карпович
Степан Карпович Бойко (21 липня 1913, хутір Затишшя Катеринославської губернії, тепер Запорізька область — 4 грудня 1990, місто Полтава) — український радянський партійний діяч, голова Полтавського облвиконкому. Депутат Верховної Ради УРСР 7—8-го скликань. Кандидат у члени ЦК КПУ в 1966—1976 р.

## Біографія
Народився в родині селянина-середняка. З 1930 року працював вчителем, перебував на комсомольській роботі на Дніпропетровщині.
У 1933 році закінчив Семенівський сільськогосподарський технікум Дніпропетровської області. У 1933—1935 роках — агроном радгоспу «Зоря комунізму» П'ятихатського району Дніпропетровської області.
У 1935—1937 роках — у Червоній армії.
У 1937—1941 роках — старший агроном, директор Супсько-Литовської машинно-тракторної станції Дніпропетровської області.
Член ВКП(б) з 1940 року.
Під час німецько-радянської війни був евакуйований у східні райони СРСР. У 1941—1943 роках — директор Тарасівської машинно-тракторної станції Саратовської області РРФСР.
У 1943—1945 роках — голова виконавчого комітету Криворізької районної ради депутатів трудящих Дніпропетровської області.
У 1945—1950 роках — 1-й секретар Петропавлівського районного комітету КП(б)У Дніпропетровської області.
У 1950—1953 роках — слухач Республіканської трирічної партійної школи при ЦК КП(б)У.
У 1953—1955 роках — 1-й секретар Дніпропетровського районного комітету КПУ Дніпропетровської області.
У липні 1955 — січні 1963 року — секретар Полтавського обласного комітету КПУ з питань сільського господарства.
5 січня — 9 травня 1963 року — 2-й секретар Полтавського сільського обласного комітету КПУ.
9 травня 1963 — грудень 1964 року — голова виконавчого комітету Полтавської сільської обласної ради депутатів трудящих.
У грудні 1964 — січні 1974 року — голова виконавчого комітету Полтавської обласної ради депутатів трудящих.
З 1974 року — персональний пенсіонер союзного значення у Полтаві. Вийшовши на пенсію, тривалий час очолював Полтавський обласний трест шовківництва.
Помер 4 грудня 1990 року в місті Полтаві.

## Нагороди
- два ордени Леніна
- орден Жовтневої Революції
- орден Вітчизняної війни І ст.
- орден Трудового Червоного Прапора (20.07.1973)
- орден «Знак Пошани» (1963)
- медаль «За доблесну працю у Великій Вітчизняній війні 1941—1945 рр.» (1945)
- медалі